# Hockey Club Gherdëina
L'Hockey Club Gherdëina, già Hockey Club Ortisei e Hockey Club Gardena è una squadra di hockey su ghiaccio della Val Gardena. Il Gardena è tra le squadre che vanta il maggior numero di presenze in serie A oltre ad essere una delle più antiche società italiane di hockey su ghiaccio.

## Storia
Il club visse il suo periodo d'oro a cavallo tra gli anni 70 e 80 imponendosi ai massimi vertici del hockey italiano, conquistando 4 scudetti e andando così a instaurare all'epoca una forte rivalità con HC Bolzano.
L'attuale squadra, denominata Hockey Club Gherdëina, è l'erede diretta dell'Hockey Club Gardena (tedesco: HC Gröden), già HC Ortisei (mantenne questo nome sino alla stagione 1964/65), che rischiò di sparire quando nel giugno 1999 una frana distrusse il palaghiaccio di Ortisei, allora sede della società. In quello stesso periodo pure l'altra società della valle, l'HC Selva - Wolkenstein, già farm team del Gardena, si trovava in difficoltà. La soluzione fu la fusione: un'unica società per tutta la valle. Da allora la squadra non gioca più ad Ortisei ma allo stadio del ghiaccio di Selva.

Nella stagione 2000/01 la squadra era denominata HC Selva Gardena 2000 ma successivamente cambiò il nome nell'attuale HC Gherdëina.

Dopo diversi anni in cui la squadra non fu più ai vertici dell'hockey nazionale (militò per alcune stagioni in serie A2), grazie alla riforma dei campionati decisa nella primavera del 2014 è tornata a giocare nel massimo livello del campionato. 
A partire dalla loro entrata nella Alps Hockey League avvenuta nel 2016 le Furie hanno alternato annate molto buone ad altre decisamente meno buone mancando i playoffs. 
Nella stagione 2021-22 la squadra conquista il terzo posto finale nel massimo campionato nazionale risalendo così sul podio dopo 26 anni.

## Palmarès
- Scudetti: 4

1968-69, 1975-76, 1979-80 e 1980-81

## Palaghiaccio
Sino alla stagione 1967-68 le partite interne dell'HC Ortisei venivano disputate sulle piste scoperte a lato degli hotel "Genziana" e "Gardena" oltre che su campi da tennis opportunamente ghiacciati; la prima pista artificiale venne costruita soltanto in quella stagione, quando venne costruito lo stadio di Ortisei, denominato "Setil". Nel 1981 su questo impianto vennero ospitati i campionati del mondo gruppo B (vinti tra l'altro dall'Italia), per l'occasione la pista venne dotata di copertura. Dopo la distruzione del "Palasetil" a causa di una frana, dal 2000 la squadra gioca nel palaghiaccio "Pranives" di Selva di Val Gardena.

## Roster 2025/2026

### Portieri
- 30  Arik Plancker
- 71  Matthias Rindone
- 96  Paul Hofer

### Difensori
- 04  Julian Senoner
- 05  Ben Linder
- 07  Vili Laitinen
- 29  Carmine Buono
- 37  Jordan Di Cicco
- 43  Sacha Guimond
- 55  Karter Prosofsky
- 68  Sebastiano Soracreppa

### Attaccanti
- 08  Mike Windegger
- 13  Diego Glück
- 16  Tobias Moroder
- 17  Matteo Luisetti
- 19  Samuel Moroder
- 22  Simon Pitschieler
- 23  Stephan Deluca
- 28  Luke Moncada
- 44  Davide Schiavone
- 60  Emil Oksanen
- 61  David Galassiti
- 74  Luca Biondi
- 76  Tommy Delucca
- 77  Bradley McGowan
- 89  Hannes Kasslatter
- 93  Martin Castlunger

### Allenatore
- Teppo Kivelä